# Tiranet orellut emmascarat
El tiranet orellut emmascarat (Phylloscartes flaviventris) és un ocell de la família dels tirànids (Tyrannidae).

## Hàbitat i distribució
Habita els boscos de les muntanyes de Veneçuela.